# بوناتشاي راتغسيو
بوناتشاي راتغسيو (بالتايلندية: รณชัย รังสิโย) (1 أغسطس 1988 ببانكوك في تايلاند - ) هو لاعب كرة قدم تايلندي في مركز الهجوم. شارك مع منتخب تايلاند تحت 17 سنة لكرة القدم ومنتخب تايلاند تحت 23 سنة لكرة القدم ومنتخب تايلاند لكرة القدم. أما مع النوادي، فقد لعب مع نادي بوريرام يونايتد ونادي بوليس تيرو ونادي موانغتونغ يونايتد وRajpracha F.C. ‏ وPolice United F.C. ‏ وإف سي بانكوك وبانكوك يونايتد.

## وصلات خارجية
- بوناتشاي راتغسيو على موقع قاعدة بيانات كرة القدم.إي يو (الإنجليزية)
- بوناتشاي راتغسيو على موقع ناشيونال فوتبول تيمز (الإنجليزية)
- بوناتشاي راتغسيو على موقع Soccerway.com (الإنجليزية)
- بوناتشاي راتغسيو على موقع عالم كرة القدم.نت (الإنجليزية)